# 伦肯贝格
伦肯贝格是德国下萨克森州的一个市镇。总面积18.98平方公里，总人口695人，其中男性356人，女性339人（2011年12月31日），人口密度37人/平方公里。